# Marc Warren
Marc Warren (Northampton, 20 marzo 1967) è un attore britannico.

## Biografia
Membro del National Youth Theatre, frequenta la East 15 Acting School. Recita in numerose serie britanniche tra cui Casualty, Prime Suspect, Poirot e viene ricordato per il ruolo da protagonista in Hustle - I signori della truffa. Partecipa a molti film per la televisione e miniserie tra cui Band of Brothers - Fratelli al fronte e Ballet Shoes. Lavora anche al cinema in film come B. Monkey - Una donna da salvare, Angeli ribelli e Wanted - Scegli il tuo destino. Dal 2020 è il protagonista del reboot della serie televisiva Van der Valk.

## Filmografia

### Cinema
- Boston Kickout, regia di Paul Hills (1995)
- Shine, regia di Scott Hicks (1996)
- Killer per caso, truffatore per scelta (Bring Me the Head of Mavis Davis), regia di John Henderson (1997)
- Dad Savage, regia di Betsan Morris Evans (1998)
- B. Monkey - Una donna da salvare (B. Monkey), regia di Michael Radford (1998)
- Free Spirits, regia di Oliver Knott (2000)
- f2point8, regia di Paul Hills – cortometraggio (2002)
- Al's Lads, regia di Richard Standeven (2002)
- Revengers Tragedy, regia di Alex Cox (2002)
- Perfect, regia di Rankin – cortometraggio (2003)
- Angeli ribelli (Song for a Raggy Boy), regia di Aisling Walsh (2003)
- The Principles of Lust, regia di Penny Woolcock (2003)
- The Silent Treatment, regia di Peter Lydon – cortometraggio (2003)
- Secrets, regia di Paul Hills – cortometraggio (2004)
- Hooligans, regia di Lexi Alexander (2005)
- Hellraiser: Deader, regia di Rick Bota (2005)
- Colour Me Kubrick (Colour Me Kubrick: A True...ish Story), regia di Brian W. Cook (2005)
- Land of the Blind, regia di Robert Edwards (2006)
- The Lives of the Saints, regia di Chris Cottam e Rankin (2006)
- Intercom, regia di Mark Gutteridge – cortometraggio (2008)
- Wanted - Scegli il tuo destino (Wanted), regia di Timur Bekmambetov (2008)
- Do Elephants Pray?, regia di Paul Hills (2010)

### Televisione
- Casualty – serie TV, episodio 6x01 (1991)
- Gawain and the Green Knight, regia di John Michael Phillips – film TV (1991)
- An Ungentlemanly Act, regia di Stuart Urban – film TV (1992)
- Grange Hill – serie TV, 4 episodi (1992)
- Sam Saturday – serie TV, episodio 1x06 (1992)
- Between the Lines – serie TV, episodio 1x02 (1992)
- Heartbeat – serie TV, episodio 2x01 (1993)
- Sharpe's Company, regia di Tom Clegg – film TV (1994)
- Prime Suspect – serie TV, episodio 4x03 (1995)
- Le avventure del giovane Indiana Jones (The Young Indiana Jones Chronicles) – serie TV, episodio 4x03 (1995)
- Ghostbusters of East Finchley – serie TV, episodi 1x01-1x02-1x04 (1995)
- The Bill – serie TV, episodi 7x33-11x144 (1991-1995)
- Jack Frost (A Touch of Frost) – serie TV, episodio 4x01 (1996)
- I giorni senza cielo (Hidden in Silence), regia di Richard Colla – film TV (1996)
- Highlander – serie TV, episodio 5x17 (1997)
- Wycliffe – serie TV, episodio 4x09 (1997)
- How Do You Want Me? – serie TV, episodio 1x04 (1998)
- Alice Through the Looking Glass, regia di John Henderson – film TV (1998)
- Oliver Twist, regia di Renny Rye – miniserie TV (1999)
- The Vice – serie TV, 9 episodi (1999-2000)
- Black Cab – serie TV, episodio 1x05 (2000)
- The Bombmaker, regia di Graham Theakston – film TV (2001)
- Men Only, regia di Peter Webber – film TV (2001)
- Band of Brothers - Fratelli al fronte (Band of Brothers), regia di David Frankel e Mikael Salomon – miniserie TV (2001)
- Big Bad World – serie TV, episodio 3x04 (2001)
- NCS Manhunt – serie TV (2002)
- Clocking Off – serie TV, episodio 3x01 (2002)
- Look Around You – serie TV, episodio 1x08 (2002) - non accreditato
- State of Play, regia di David Yates – miniserie TV (2003)
- Reversals, regia di David Evans – film TV (2003)
- Poirot (Agatha Christie's Poirot) – serie TV, episodio 9x01 (2003)
- Pretending to Be Judith, regia di Danny Hiller – film TV (2004)
- Miss Marple (Agatha Christie's Marple) – serie TV, episodi 1x01-1x02 (2004) – non accreditato
- Twisted Tales – serie TV, episodio 1x01 (2005)
- Vincent – serie TV, episodio 1x01 (2005)
- Doctor Who – serie TV, episodio 26x01-2x10 (1989-2006)
- No Night Is Too Long, regia di Tom Shankland – film TV (2006)
- Hogfather, regia di Vadim Jean – film TV (2006)
- Dracula, regia di Bill Eagles – film TV (2006)
- Life on Mars – serie TV, episodio 2x01 (2007)
- Ballet Shoes, regia di Sandra Goldbacher – film TV (2007)
- Messiah: The Rapture, regia di Harry Bradbeer – miniserie TV (2008)
- Burn Up, regia di Omar Madha – miniserie TV (2008)
- Mutual Friends – serie TV, 6 episodi (2008)
- Ben Hur, regia di Steve Shill – miniserie TV (2010)
- Worried About the Boy, regia di Julian Jarrold – film TV (2010)
- Accused – serie TV, episodio 1x05 (2010)
- Without You – serie TV, episodi 1x01-1x02-1x03 (2011)
- Hustle - I signori della truffa (Hustle) – serie TV, 25 episodi (2004-2012)
- The Good Wife – serie TV, episodio 4x01 (2012)
- Mad Dogs – serie TV, 14 episodi (2011-2013)
- The Musketeers – serie TV (2015)
- Jonathan Strange & Mr Norrell, regia di Toby Haynes – miniserie TV (2015)
- Fungus the bogeyman – serie TV (2015)
- Snatch – serie TV (2017)
- Safe – serie TV (2018)
- Beecham House – serie TV, 6 episodi (2019)
- Flack – serie TV (2019-2020)
- Van der Valk - serie TV, 12 episodi (2020-2024)
- Missing You -  serie TV, episodio 1x01 (2025)

## Doppiatori italiani
Nelle versioni in italiano delle opere in cui ha recitato, Marc Warren è stato doppiato da:
- Christian Iansante in Wanted - Scegli il tuo destino, The Musketeers, Safe
- Francesco Pezzulli Hustle - I signori della truffa, Band of Brothers - Fratelli al fronte
- Loris Loddi in Angeli ribelli, Poirot
- Simone D'Andrea in The Good Wife, Missing You
- Stefano Ruffini in State of Play
- Maurizio Fiorentini in Hellraiser: Deader
- Stefano Crescentini in Doctor Who
- Vittorio De Angelis in Hooligans
- Oreste Baldini in Life on Mars
- Emiliano Coltorti in Beecham House